# Estadi de Balaídos
L'Estadi de Balaídos és un camp de futbol de la ciutat de Vigo (Galícia), on actualment disputa els seus partits el Celta de Vigo. Propietat de l'Ajuntament de la localitat, té una capacitat de 35.000 espectadors i unes dimensions de 105x69m.

## Història
El topònim del lloc deriva d'Abeladíos, fent referència a un lloc poblat d'avellaners, abeleiras en gallec.
L'estadi és obra de l'enginyer Jenaro de la Fuente i es va inaugurar el 30 de desembre de 1928, amb un partit contra el Real Unión de Irun que va finalitzar amb victòria del Celta de Vigo per 7-1. Entre 1967 i 1971 l'ajuntament va reformar a fons les graderies, donant-li la configuració actual, exceptuant la graderia de Río, que rep el seu nom per estar sobre el riu Lagares.
Posteriorment va ser remodelat amb motiu de l'acollida del Mundial de futbol de 1982, reforma en la qual es completa l'anterior. També es van fer obres de millora al camp el 2004 amb motiu de la primera participació del Celta de Vigo a la Lliga de Campions, adequant l'estadi a la normativa de la FIFA. En aquell moment l'estadi tenia una capacitat de 31.800 espectadors.
A principis de la temporada 2012/13 es va tornar a reformar l'estadi, tapant la fossa que circumdava el terreny de joc i eliminant algunes de les primeres files de les graderies, en les quals la visibilitat era molt dolenta, assemblant-se més als camps anglesos. Amb aquesta remodelació la capacitat va quedar reduïda a poc menys de 30.000 seients.

## Galeria d'imatges

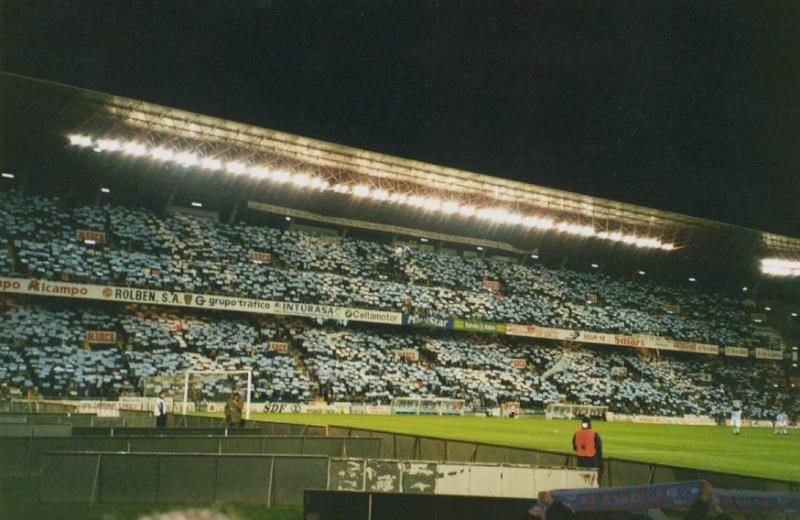
Estadi de Balaídos.
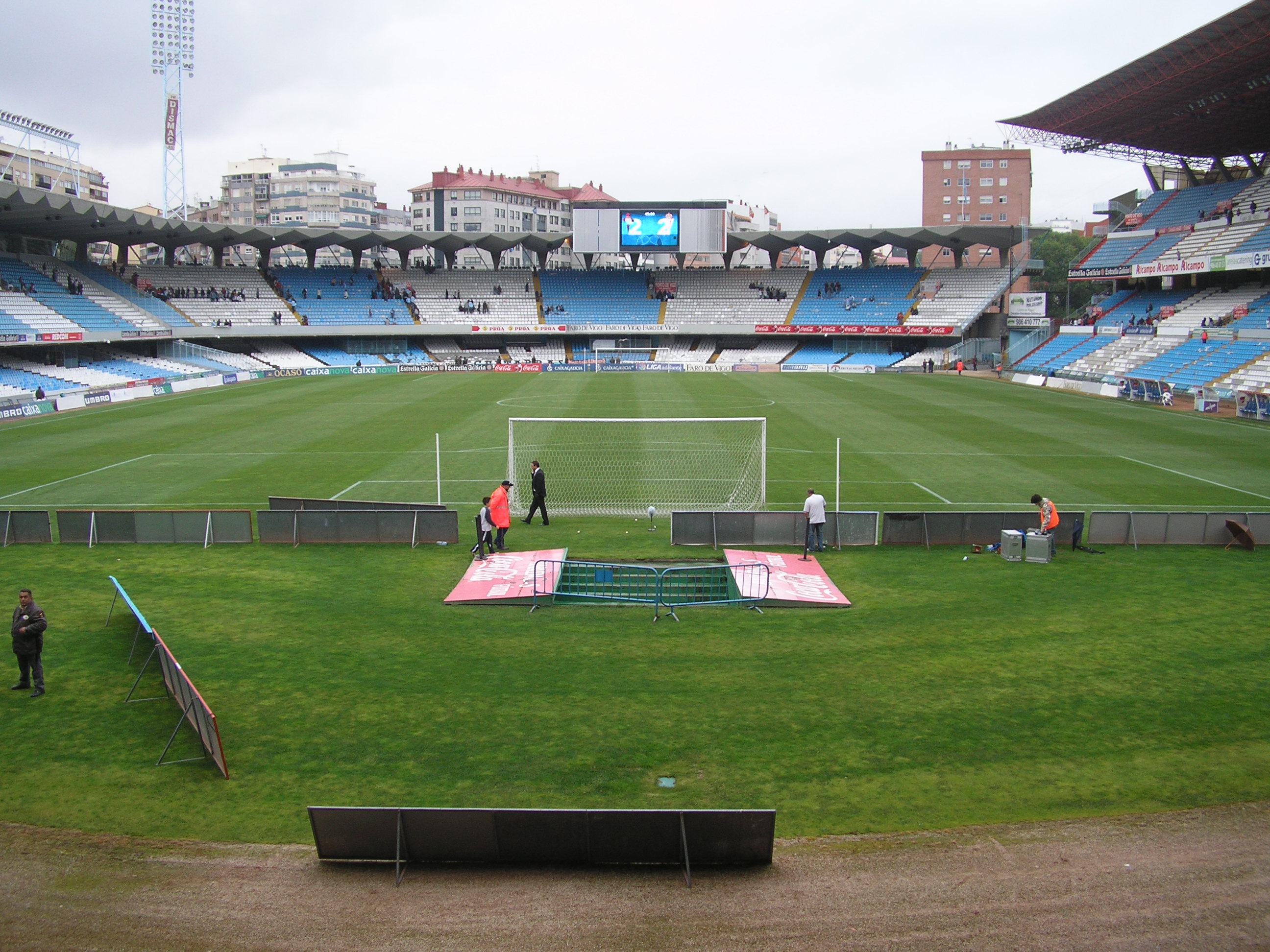
Grada de Marcador.
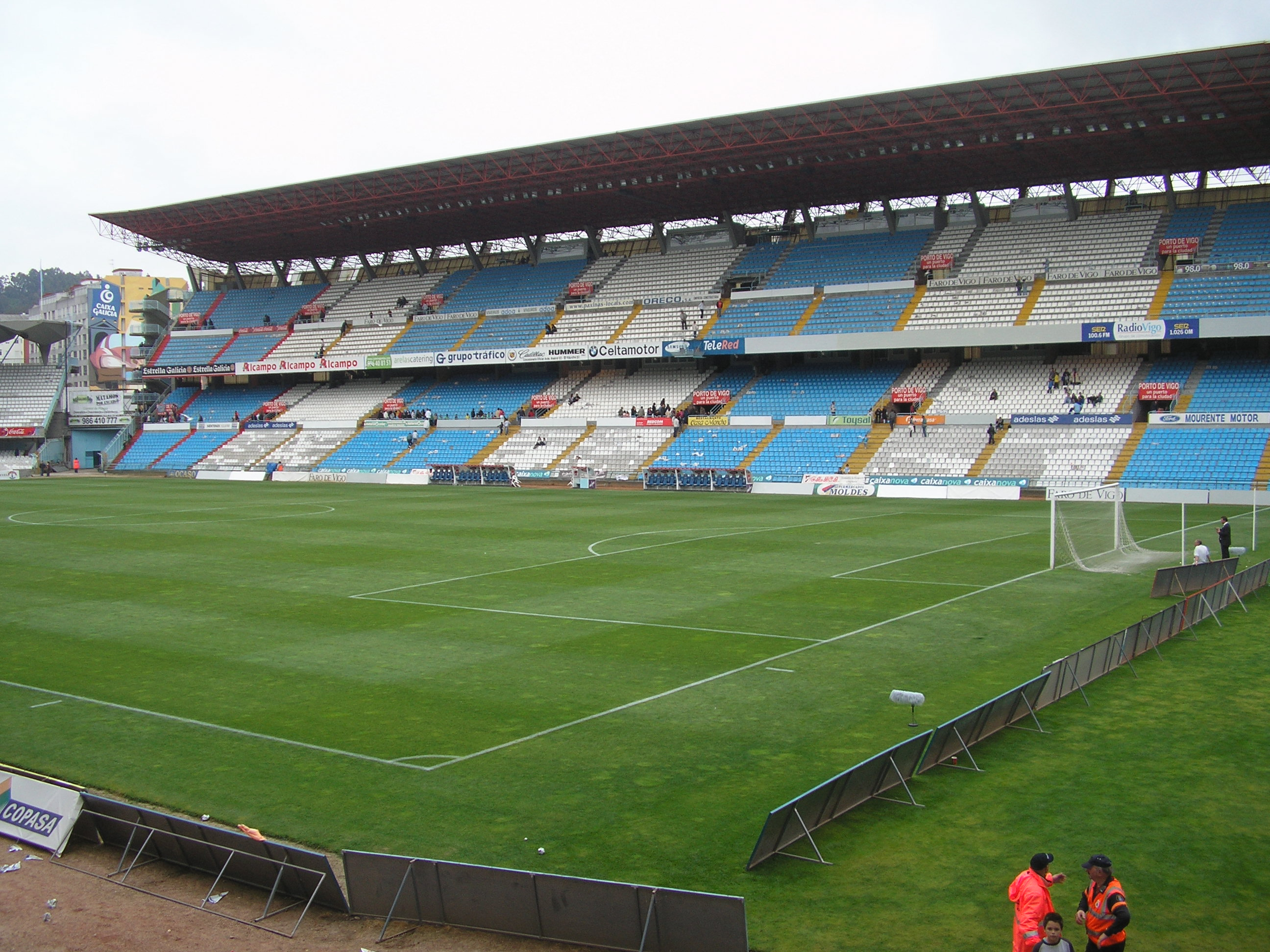
Grada de Río.
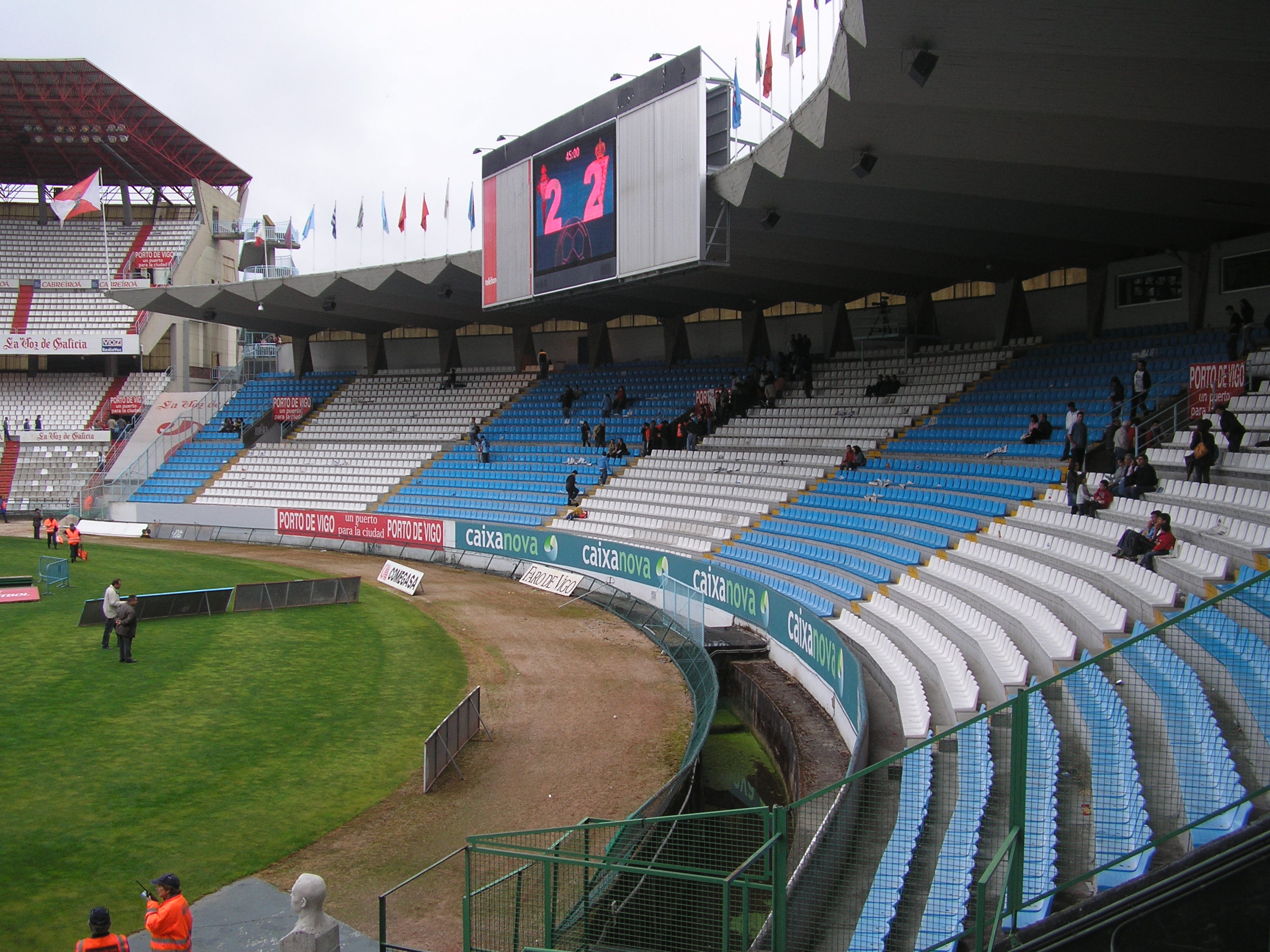
Grada de Gol.